# 东冶五县之乱
东冶五县之乱是东汉末年闽中地区发生的反抗孙吴政权的民变。
约在东汉建安十六年前（211年前），会稽郡东冶五县，即从原东冶县（治所在今福州市鼓楼区）析置的侯官（治所在今福州市鼓楼区）、建安（治所在今建瓯市）、汉兴（治所在今浦城县）、南平（治所在今南平市延平区）、建平（治所在今南平市建阳区）等五县，发生叛乱，叛军领袖是吕合和秦狼。吴主孙权任命吕岱为督军校尉，与会稽西部都尉蒋钦等率兵讨伐叛军。后来，讨伐军擒获吕合和秦狼，平定五县的动乱。战后，论功行赏，蒋钦受封讨越中郎将，以泾拘、昭阳为奉邑，吕岱受封昭信中郎将。